# Olga Dabrowská
Olga Dabrowská, rozená Hájková (* 11. srpna 1968 Praha), je česká scenáristka, dramaturgyně, režisérka a pedagožka.

## Život
V roce 1996 absolvovala obor scenáristika a dramaturgie na pražské FAMU. Jako scenáristka, dramaturgyně (tvůrčí skupina Heleny Slavíkové a Alice Nemanské) nebo režisérka je podepsána pod několika autorskými dokumenty a publicistickými pořady vytvořenými pro Českou televizi (Chikopelo, Hornby – jiná realita, Tři lekce nezávislosti, Odsun, Cesta do Paříže, Muž, kterého chtějí, Nejtajnější přání, Kukačky). S Petrem Zelenkou spolupracovala na filmech Mňága – Happy End (1996), Knoflíkáři (1997) a Samotáři (2000). V Knoflíkářích si v povídce Civilizační návyky také zahrála dvojici s Davidem Černým. Jako producentka se podílela na snímku Cabriolet (2001) režiséra Marcela Bystroně, supervizi vytvořila pro celovečerní dokument HBO Za světlem Tmou (2012).
Prvním celovečerním filmem Olgy Dabrowské se stal snímek Kuličky (2008), za který dostala na festivalu české filmové komedie cenu Zlatý prim. Následovaly snímky Alma (2010) a Roznese tě na kopytech (2013). V současné době[kdy?] připravuje televizní minisérii Děti samotářů a krátký autorský dokument Tři dědečci. V roce 2019 natočila celovečerní film Cena za štěstí.
Vyučuje na písecké FAMO, zasedala i v několika mezinárodních porotách.
Byla zpěvačkou punkrockové skupiny Zbytky charismatu (k členům patřili Petr Zelenka (kytara, zpěv), Jiří Bábek (bicí, zpěv), publicista Martin Schulz (kytara), Eva Turnová (baskytara, zpěv), Ondřej Míchal (kytara), Karel Zelenka (bicí), Filip Novák (housle)). Skupina vydala jediné CD s názvem "Nad svý možnosti", jehož hudba doprovodila i film Knoflíkáři.
Na podzim roku 2020 pomáhala kontroverznímu podnikateli Jiřímu Vokáči Čmolíkovi vybírat peníze od drobných investorů na natočení filmu OdsouZEN k úspěchu a tento film měla režírovat. Po několika týdnech od projektu odstoupila.
Má dvě děti, které se také věnují umění.

## Filmy

### Scénář
- 2000 Samotáři
- 2003 Nadměrné maličkosti: Muž, kterého chtějí (TV film)
- 2007 Nadměrné maličkosti: Kukačky (TV film)
- 2008 Kuličky
- 2016 Tajemství Divadla Sklep aneb Manuál na záchranu světa (dokument)
- 2018 Děti samotářů
- 2021 OdsouZEN k úspěchu (dokument o marketérovi Jiřím Vokiel Čmolíkovi) [2]

### Dramaturgie
- 1996 Mňága - happy end
- 1997 Knoflíkáři

### Režie
- 1994 Chikopelo (TV film)
- 2008 Kuličky
- 2010 Alma (TV film)
- 2013 Roznese tě na kopytech (TV film)
- 2016 Tajemství Divadla Sklep aneb Manuál na záchranu světa (dokument)
- 2018 Cena za štěstí
- 2023 Pohani

### Producentka
- 2001 Cabriolet

### Herečka
- 1996 Mňága - happy end (zpěvačka na konkursu)
- 1997 Knoflíkáři (milenecká dvojice s Davidem Černým)